# 関定孝
関 定孝（せき さだたか、1864年11月17日〈文久4年10月18日〉- 1920年〈大正9年〉12月8日）は、日本の政治家。岩手県盛岡市長。

## 来歴
陸奥国岩手郡米内村（現・盛岡市）に生まれる。小学校教員を経て、盛岡重罪裁判所の書記となった。その後判任官となり、1899年、盛岡市助役となった。1901年に盛岡市長に就任した。関は学校、病院などの整備に力を入れ、市行政機構の改革を実施した。また、土木委員会を設置し、都市計画を推進した。1906年に市長を務め、退任後は内務省に入り、図書、市町村、府県の各課に勤務し、同年9月には江刺郡長に就任した。1908年、盛岡市長大矢馬太郎に請われて盛岡市助役に再任、1910年まで務めて、8月に大矢の市長退職と同時に後任の市長就任まで市長事務代行となった。1920年死去。

## 親族
- 三弟 三田定則（岩手医学専門学校長）[1]